# Forêt nationale de Rio Preto
La forêt nationale de Rio Preto (portugais : Floresta Nacional de Rio Preto) est une forêt nationale brésilienne. Elle se situe dans la région Sudeste, dans l'État d'Espírito Santo.
Le parc fut créé en 1990 et couvre une superficie de 2 817,40 hectares.
Il s'étend sur le territoire de la municipalité de Conceição da Barra.